# Hermann von Trotha
Karl Hermann Freiherr von Trotha (* 18. September 1804 in Querfurt; † 23. Mai 1891 in Darmstadt) war ein preußischer General der Kavallerie und langjähriger Generaladjutant der Großherzöge von Hessen und bei Rhein.

## Leben

### Herkunft
Hermann war ein Sohn des sächsischen Oberstleutnants Karl von Trotha (1770–1838) und dessen Ehefrau Amalie, geborene Freiin von Lobkowitz. Sein Vater war Herr auf Goldschau und Mitbesitzer von Obhausen.

### Militärkarriere
Trotha trat am 26. April 1821 in das Garde-Chevaulegers-Regiment der Großherzoglich Hessischen Armee ein und avancierte ein Jahr später zum Sekondeleutnant. 1823/24 war er als Begleiter des Prinzen Ludwig von Hessen auf die Universität Leipzig kommandiert, dem er zeit seines Lebens verbunden blieb. Mit dem Regierungsantritt von Großherzog Ludwig II. wurde Trotha unter Beförderung zum Rittmeister zu dessen Flügeladjutanten ernannt. Er stieg in den folgenden Jahren weiter auf, war 1840/41 als militärischer Begleiter des Prinzen Alexander von Hessen-Darmstadt nach Russland kommandiert und wurde als Oberst am 11. Oktober 1847 zum Generaladjutanten des Großherzogs ernannt. 1848 war er damit beauftragt, die Nachricht vom Tode Ludwigs II. an den Hof nach Sankt Petersburg zu überbringen. Trotha diente auch Großherzog Ludwig III. als Generaladjutant und wurde durch ihn am 26. Januar 1854 in den Freiherrnstand erhoben. Bis zum 26. April 1871 avancierte er zum General der Kavallerie. Unter Belassung in seiner Stellung als Generaladjutant erfolgte am 1. Januar 1872 seine Übernahme in den Verbund der Preußischen Armee. Nach dem Tod des Großherzogs trat Trotha zu dessen Nachfolger Ludwig IV. über, wurde Ende September 1877 mit dem Großkreuz des Roten Adlerordens ausgezeichnet und schließlich Mitte Oktober 1878 mit Pension zur Disposition gestellt.

### Familie
Trotha hatte sich am 24. November 1831 in Darmstadt mit Elisabeth Freiin von Adlersberg zu Adlershöh (1811–1885) verheiratet. Sie war die uneheliche Tochter des Prinzen Ludwig Georg Karl von Hessen-Darmstadt (1749–1823), die durch Großherzog Ludwig I. 1821 legitimiert wurde. Aus der Ehe ging ein Sohn, der spätere hessische Kammerherr Ludwig (1832–1892), hervor.